# Сугушла (Лениногорский район)
Сугушла́ (тат. Сугышлы) — село в Лениногорском районе Республики Татарстан, административный центр Сугушлинского сельского поселения.

## География
Деревня находится на реке Лесная Шешма, в 20 км к юго-западу от районного центра — города Лениногорска.

## История
Село Сугушла (до 1960-х было известно под названиями Шегушла (Шугушла), Надырова) упоминается в первоисточниках с 1730-х годов.
В сословном отношении, в XVIII столетии и вплоть до 1860-х годов жителей села причисляли к государственным крестьянам и к тептярям. Их основными занятиями в то время были земледелие, скотоводство, строительство изб.
В «Списке населенных мест по сведениям 1859 года», изданном в 1864 году, населённый пункт упомянут как казённая деревня Надырова (Шегушла) 3-го стана Бугульминского уезда Самарской губернии. Располагалась при реке Шегушле, по правую сторону большой дороги из Бугульмы на Сергиевские минеральные воды, в 35 верстах от уездного города Бугульмы и в 18 верстах от становой квартиры в казённой деревне Балахоновке. В деревне в 55 дворах жили 391 человек (171 мужчина и 220 женщин). Была мечеть.
По сведениям из первоисточников, в начале XX столетия в селе действовали 3 мечети.
В 1918 году в селе была открыта начальная школа.
С 1930-х годов в селе работали коллективные сельскохозяйственные предприятия, с 2008 года — сельскохозяйственные предприятия в форме ООО.
Административно, до 1920 года село относилось к Бугульминскому уезду Самарской губернии, с 1920 года — к Бугульминскому кантону, с 1930 года — к Шугуровскому, с 1959 года — к Лениногорскому району Татарстана.

## Население
| 1746 | 1785 | 1795 | 1859 | 1889 | 1897 | 1910 | 1920 | 1926 | 1938 | 1949 | 1958 | 1970 | 1979 | 1989 | 2002 | 2010 | 2017 |
| ---- | ---- | ---- | ---- | ---- | ---- | ---- | ---- | ---- | ---- | ---- | ---- | ---- | ---- | ---- | ---- | ---- | ---- |
| 30   | 91   | 306  | 391  | 1252 | 1653 | 2268 | 2268 | 1452 | 1341 | 1241 | 1176 | 1057 | 832  | 577  | 577  | 514  | 531  |

Национальный состав
Согласно результатам переписи 2002 года, в национальной структуре населения села татары составляли 97% из 577 человек.

## Экономика
Полеводство, молочное скотоводство.

## Инфраструктура
Основная школа, детский сад, дом культуры, библиотека. Через село проходит автомобильная дорога регионального значения 16К-1093 «Лениногорск — Черемшан».

## Религия
Мечеть (с 2018 года).

## Известные люди
Ш. Г. Галеев (1919–1988) – машинист, Герой Социалистического Труда.
Г. Г. Гафиатуллин (1913–1944) – сержант, Герой Советского Союза.
З. С. Зайнагов (1926–1999) – нефтяник, Герой Социалистического Труда.
М. Х. Халиуллин (1916–1983) – лётчик, Герой Советского Союза.